# Ruben Marvice
Ruben Marvice (ur. 23 kwietnia 1995) – włoski zapaśnik walczący w stylu klasycznym. Zajął jedenaste miejsce na mistrzostwach Europy w 2022. Trzynasty w Pucharze Świata w 2020. Brązowy medalista igrzysk śródziemnomorskich w 2022 roku.